# SRSF2
SRSF2 (англ. Serine and arginine rich splicing factor 2) – білок, який кодується однойменним геном, розташованим у людей на короткому плечі 17-ї хромосоми. Довжина поліпептидного ланцюга білка становить 221 амінокислот, а молекулярна маса — 25 476.
| 10         |  | 20         |  | 30         |  | 40         |  | 50         |
| ---------- |  | ---------- |  | ---------- |  | ---------- |  | ---------- |
| MSYGRPPPDV |  | EGMTSLKVDN |  | LTYRTSPDTL |  | RRVFEKYGRV |  | GDVYIPRDRY |
| TKESRGFAFV |  | RFHDKRDAED |  | AMDAMDGAVL |  | DGRELRVQMA |  | RYGRPPDSHH |
| SRRGPPPRRY |  | GGGGYGRRSR |  | SPRRRRRSRS |  | RSRSRSRSRS |  | RSRYSRSKSR |
| SRTRSRSRST |  | SKSRSARRSK |  | SKSSSVSRSR |  | SRSRSRSRSR |  | SPPPVSKRES |
| KSRSRSKSPP |  | KSPEEEGAVS |  | S          |  |            |  |            |

A: Аланін

D: Аспарагінова кислота

E: Глутамінова кислота

F: Фенілаланін

G: Гліцин

H: Гістидин

I: Ізолейцин

K: Лізин

L: Лейцин

M: Метіонін

N: Аспарагін

P: Пролін

Q: Глутамін

R: Аргінін

S: Серин

T: Треонін

V: Валін

Кодований геном білок за функцією належить до фосфопротеїнів. 
Задіяний у таких біологічних процесах, як процесинг мРНК, сплайсинг мРНК, ацетилювання, альтернативний сплайсинг. 
Білок має сайт для зв'язування з РНК. 
Локалізований у ядрі.